# Face to the Sky
"Face to the Sky" je pjesma pjevača Johna Calea. Objavljena je 29. kolovoza 2012. Nalazi se na albumu Shifty Adventures in Nookie Wood. Pjesma je drugi singl s tog albuma, a napisao ju je i producirao John Cale. Dana 27. srpnja objavljen spot za pjesmu, a redatelj spota je Tom Scholefield.